# Máy gia tốc hạt lớn

Một bản đồ máy gia tốc hạt lớn tại CERN

Large Hadron Collider (Máy gia tốc hạt lớn - gọi tắt là LHC) là chiếc máy gia tốc hạt hiện đại lớn nhất và cung cấp gia tốc mạnh nhất trên thế giới, được thiết kế để tạo va chạm trực diện giữa các tia proton (một trong các loại hạt cơ bản) với động năng cực lớn. Mục đích chính của nó là phá vỡ những giới hạn và mặc định của mô hình chuẩn - những lý thuyết cơ bản hiện thời của vật lý hạt. Trên lý thuyết, chiếc máy này được cho là sẽ chứng minh được sự tồn tại của hạt Higgs, những kết quả nghiên cứu từ chiếc máy này có thể chứng minh những dự đoán từ trước cũng như những liên kết còn thiếu trong mô hình chuẩn, và giải thích được những hạt sơ cấp khác có được những đặc tính như khối lượng như thế nào.
Máy gia tốc hạt lớn được chế tạo bởi Tổ chức nghiên cứu hạt nhân châu Âu (CERN), nằm bên dưới mặt đất tại biên giới Pháp-Thụy Sĩ giữa núi Jura và dãy Alps gần Genève, Thụy Sĩ. Dự án được cung cấp kinh phí và chế tạo với sự tham gia cộng tác của trên tám nghìn nhà vật lý của 15 quốc gia cũng như hàng trăm trường đại học và phòng thí nghiệm. Những tia hạt đầu tiên được dẫn vào trong máy ngày 10 tháng 9 năm 2008, và phải chờ khoảng 6 đến 8 tuần sau đó mới có được các đợt va chạm với năng lượng cực lớn đầu tiên.
Mặc dù trên các phương tiện truyền thông hay thậm chí tòa án có nhiều thắc mắc về tính an toàn của máy LHC, các nhà khoa học đều đồng quan điểm rằng các thí nghiệm va chạm hạt của chiếc máy này sẽ không gây ra nguy hiểm nào.

## Thiết kế
LHC là máy gia tốc hạt lớn nhất và mạnh nhất thế giới. Chiếc máy được chứa trong một đường hầm vòng tròn với chu vi 27 km, nằm ở độ sâu từ 50 đến 175 m dưới mặt đất. Đường kính hầm là 3,8 m, có cấu trúc bê tông, được xây dựng trong các năm từ 1983 đến 1988, nguyên được dùng làm nơi chế tạo máy Large Electron-Positron Collider. Đường hầm có 4 điểm chạy cắt qua biên giới Pháp-Thụy Sĩ, với phần lớn nằm trên nước Pháp. Trên mặt công trình bao gồm rất nhiều thiết bị hỗ trợ như máy nén, quạt gió, các thiết bị điện tử điều khiển và các thiết bị làm mát.
Đường hầm chứa LHC có hai đường dẫn tia hạt song song sát nhau, giao nhau ở 4 điểm, mỗi đường sẽ chứa một tia proton, được lưu chuyển vòng quanh vòng tròn từ hai hướng ngược nhau. Có 1.232 nam châm lưỡng cực giữ cho các tia đi đúng đường tròn, thêm vào đó là 392 nam châm tứ cực được dùng để giữ các tia luôn hội tụ, để làm cho cơ hội va chạm dòng hạt ở 4 điểm giao nhau là cao nhất. Tổng cộng có trên 1.600 nam châm siêu dẫn được trang bị, với chiếc nặng nhất lên tới hơn 27 tấn. Cần tới khoảng 96 tấn heli lỏng để giữ các nam châm hoạt động ở nhiệt độ 1,9 độ K, khiến cho LHC trở thành thiết bị siêu lạnh lớn nhất thế giới với nhiệt độ của heli lỏng.

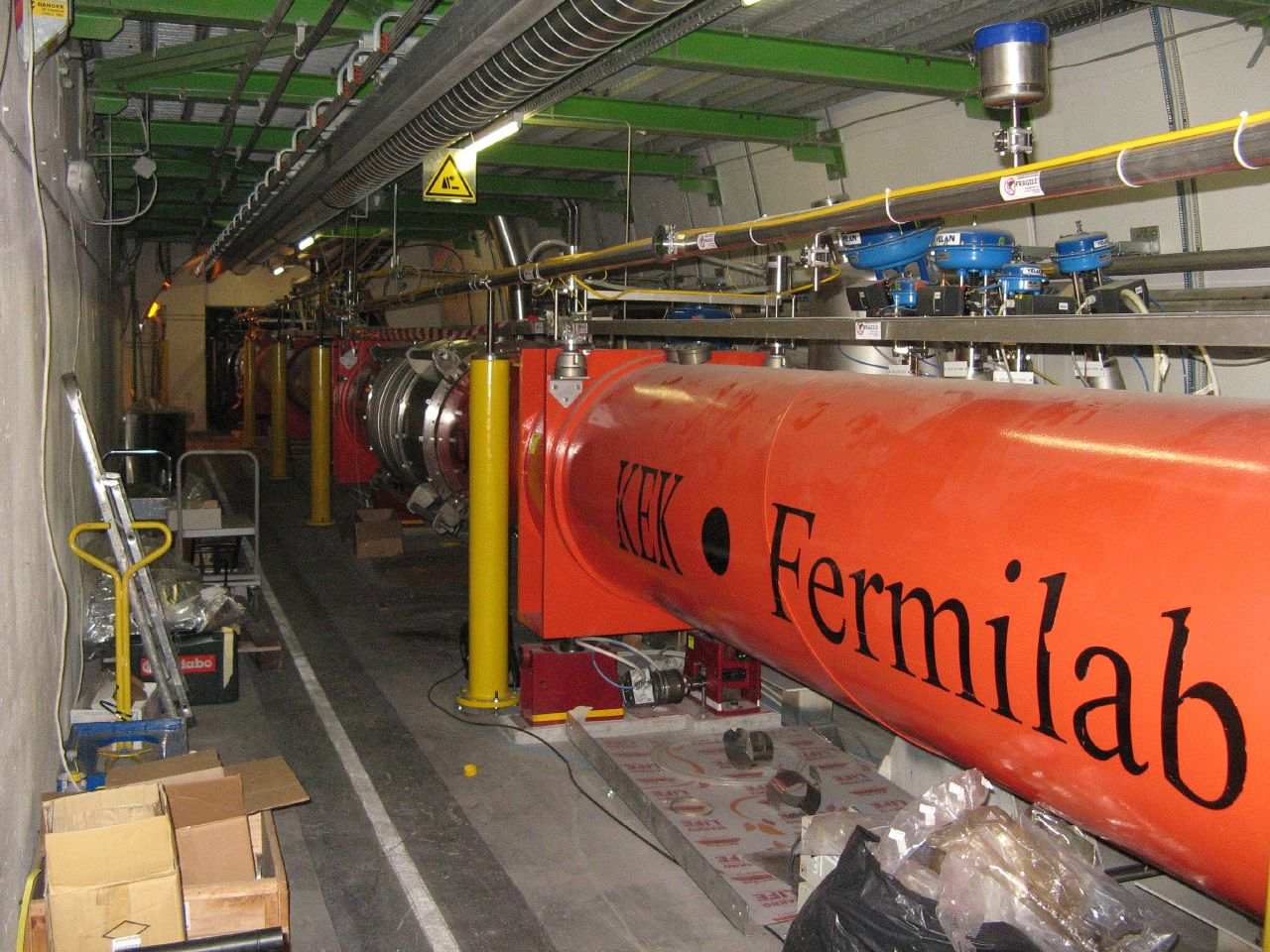
Các nam châm điện tứ cực siêu truyền dẫn được dùng để giữ các tia hạt đi tới 4 điểm tương tác, nơi xảy ra va chạm giữa các hạt proton.

Một hoặc hai lần một ngày, động năng của các hạt proton được gia tăng từ 450 GeV lên đến 7 TeV, từ trường của các nam châm siêu dẫn lưỡng cực được tăng từ 0.54 lên 8.3 tesla (T). Các proton ở mỗi đường dẫn sẽ có năng lượng đạt 7 TeV, giúp cho năng lượng va chạm đối diện đạt 14 TeV (tương đương 2.2 μJ). Ở mức năng lượng này, các proton có hệ số Lorentz là 7.500 và di chuyển với vận tốc bằng 99,9999991% vận tốc ánh sáng. Mỗi giây chúng bay quanh đường hầm 11,000 vòng. Các proton không phải là tia liên tục, thay vào đó được tạo thành các chùm, với khoảng 2,808 chùm, với số lượng đó, khoảng thời gian giữa các va chạm không bao giờ ngắn hơn 25 ns. Khi máy gia tốc lần đầu tiên được sử dụng, nó sẽ hoạt động với số chùm ít hơn, khoảng cách thời gian mỗi chùm là 75 ns. Số các chùm sau đó sẽ được tăng lên cho đến quãng cách cuối cùng là 25 ns.
Trước khi được đưa vào bộ gia tốc chính, các hạt được đi qua một chuỗi hệ thống tuần tự làm tăng năng lượng của chúng. Hệ thống đầu tiên là máy gia tốc hạt tuyến tính Linac 2 gia tốc các proton lên động năng 50 MeV, sau đó được đưa vào máy Proton Synchrotron Booster. Các proton tại đó được tăng tốc lên 1.4 GeV rồi được dẫn vào máy Proton Synchrotron (PS), ở đây chúng đạt động năng 26 GeV. Cuối cùng máy Super Proton Synchrotron (SPS) được dùng để tăng năng lượng của chúng lên 450 GeV trước khi dẫn vào (qua một giai đoạn 20 phút) vòng tròn chính. Tại đây các chùm proton được tích lũy và tăng tốc lên năng lượng đỉnh là 7 TeV, cuối cùng chúng được dự trữ trong 10 đến 24 tiếng trong khi các va chạm xảy ra tại 4 giao điểm.
Máy LHC cũng sẽ được dùng để tạo va chạm các ion nặng chì (Pb) với năng lượng tương tác là 1150 TeV. Các ion Pb đầu tiên sẽ được gia tốc bởi máy gia tốc tuyến tính Linac 3, còn máy phun năng lượng thấp Low-Energy Injector Ring được dùng làm bộ lưu trữ ion và làm mát. Các ion sau đó sẽ được gia tốc lên thêm băng máy PS và SPS trước khi dẫn vào máy LHC, ở đây chúng đạt năng lượng 2,76 TeV trên mỗi hạt nhân.

### Các bộ phân tích

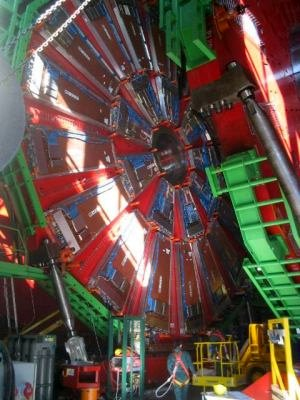
Bộ phân tích CMS của LHC

Sáu bộ phân tích (detector) đã được xây dựng trong hệ thống của LHC, nằm trong những hang lớn bên dưới mặt đất được đào tại các điểm giao của LHC. Hai bộ trong số đó, là ATLAS experiment và Compact Muon Solenoid (CMS), là những bộ phân tích hạt đa mục đích có kích thước lớn. Hai bộ A Large Ion Collider Experiment (ALICE) và LHCb có các chức năng riêng biệt hơn, và hai bộ còn lại nhỏ hơn nhiều là TOTEM và LHCf dành cho các nghiên cứu chuyên môn đặc biệt. Bản tóm tắt của BBC về các bộ phân tích chính là:
- ATLAS – một trong hai bộ phân tích đa mục đích. ATLAS sẽ được sử dụng để tìm kiếm những dấu hiệu vật lý học mới, bao gồm nguồn gốc của khối lượng và các chiều phụ trợ.

- CMS – một bộ phân tích đa mục đích khác, giống với ATLAS, sẽ lùng sục các hạt Higgs và tìm kiếm những manh mối về bản chất của vật chất tối.

- ALICE – sẽ nghiên cứu một dạng "lỏng" của vật chất gọi là quark-gluon plasma, dạng tồn tại rất ngắn sau Vụ nổ lớn.

- LHCb – so sánh những lượng vật chất và phản vật chất được tạo ra trong Vụ nổ lớn. LHCb sẽ cố gắng tìm hiểu chuyện gì đã xảy ra đối với phản vật chất "bị thất lạc".

## Quá trình hoạt động
10/09/2008: bắt đầu đi vào hoạt động. 
19/09/2008: một kết nối điện giữa 2 nam châm bị hỏng, gây ra một phản ứng dây chuyền dẫn đến hư hại nặng: Một trong số nhiều nam châm khổng lồ tạo nên trái tim của máy gia tốc trở nên quá nóng - hay đúng hơn là lạnh quá ít. Việc sửa chữa cỗ máy giá hơn 2 tỉ euro này sẽ kéo dài nhiều tháng.
20/11/2009: cỗ máy bắt đầu hoạt động trở lại.

## Chi phí
Tổng chi phí cho dự án được yêu cầu ở mức từ 3,2 đến 6,4 tỷ €. Công trình xây dựng mang tên LHC được đồng ý vào năm 1995 với kinh phí là 2,6 tỷ franc Thụy Sĩ (1,6 tỷ €), công với 140 triệu € cho các nghiên cứu. Tuy nhiên, chi phí đã tăng lên, theo ước lượng năm 2001, máy gia tốc cần chi phí 300 triệu € (480 triệu franc), và các thí nghiệm cần 30 triệu € (50 triệu franc), cùng với việc cắt giảm chi phí của CERN, thời gian dự kiến hoàn thành cũng chuyển từ năm 2005 sang tháng 4 năm 2007. Những nam châm siêu dẫn cần mức giá tăng thêm là 120 triệu € (180 triệu franc). Ngoài ra còn có nhiều trở ngại như việc xây một hang ngầm cho chiếc máy Compact Muon Solenoid, nơi gây ra một tai nạn chết người.
Nhà vật lý David King, nguyên trưởng Văn phòng khoa học vương quốc Anh, đã phê bình dự án LHC chiếm quá nhiều ưu tiên trong ngân sách, hơn cả việc giải quyết những vấn đề toàn cầu; như vấn đề biến đổi khí hậu, bùng nổ dân số hay nạn nghèo đói ở châu Phi.